# Lennert Leemans
Lennert Leemans (16 maart 2001) is een Belgisch voetballer die sinds 2023 onder contract ligt bij Lyra-Lierse.

## Carrière
Leemans kreeg tijdens de voorbereiding op het seizoen 2021/22 zijn kans bij de A-kern van Lierse Kempenzonen. Op 1 februari 2023 maakte hij zijn officiële debuut in het eerste elftal van de club: in de competitiewedstrijd tegen Club NXT (1-0-verlies) liet trainer Tom Van Imschoot hem in de 87e minuut invallen voor Serge Tabekou. Op 22 april 2023 kreeg hij in de play-offs ook een handvol minuten tegen RWDM.
In april 2023 raakte bekend dat Leemans overstapte naar stadsgenoot Lyra-Lierse.

## Clubstatistieken
| Seizoen         | Club               | Land            | Competitie      | Competitie | Competitie | Beker | Beker | Supercup | Supercup | Europees | Europees | Totaal | Totaal |
| Seizoen         | Club               | Land            | Competitie      | Wed.       | Dlp.       | Wed.  | Dlp.  | Wed.     | Dlp.     | Wed.     | Dlp.     | Wed.   | Dlp.   |
| --------------- | ------------------ | --------------- | --------------- | ---------- | ---------- | ----- | ----- | -------- | -------- | -------- | -------- | ------ | ------ |
| 2022/23         | Lierse Kempenzonen | Vlag van België | Eerste klasse B | 2          | 0          | 0     | 0     | —        | —        | —        | —        | 2      | 0      |
| 2023/24         | Lyra-Lierse        | Vlag van België | Tweede afdeling | 3          | 0          | 0     | 0     | —        | —        | —        | —        | 3      | 0      |
| Carrière totaal | Carrière totaal    | Carrière totaal | Carrière totaal | 5          | 0          | 0     | 0     | 0        | 0        | 0        | 0        | 5      | 0      |

Bijgewerkt op 12 maart 2024.

## Privé
- Zijn vader Pascal Leemans speelde onder andere bij K. Lyra TSV, KVK Tienen, RC Mechelen en KFC Duffel.[6] Ook zijn oom Peter Leemans speelde nog voor Lyra TSV.[6].